# Huw Price
Huw Price (geboren am 17. Mai 1953) ist ein australischer Philosoph, Professor emeritus mit Auszeichnung an der Universität Bonn und ein Emeritus Fellow des Trinity College, Cambridge. Er war zuvor Challis Professor für Philosophie und Direktor des Zentrums für Zeit an der Universität von Sydney, und davor Professor für Logik und Metaphysik an der Universität von Edinburgh. Er ist auch einer der drei Gründer des „Centre for the Study of Existential Risk (CSER)“ an der Universität von Cambridge. 2015 übernahm er die Leitung des neuen Leverhulme Centre for the Future of Intelligence zur Erforschung der künstlichen Intelligenz. Er erklärte: „Maschinelle Intelligenz wird eines der bestimmenden Themen unseres Jahrhunderts sein und der Herausforderung, sicherzustellen, dass wir ihre Chancen gut nutzen, stehen wir alle gegenüber. Gegenwärtig haben wir jedoch kaum begonnen, die Auswirkungen davon, gute oder schlechte, zu betrachten.“
Maßgeblich geworden ist vor allem seine Arbeit über die Zeit. Er stellt die Frage: Wie würden die Dinge erscheinen, wenn die Zeit nicht fließen würde? Seine Antwort: Unsere Welt wäre keine dreidimensionale, dynamische Welt, sondern ein vierdimensionales Blockuniversum.
Neben seinen Arbeiten zur Philosophie der Physik ist er vor allem bekannt geworden für die Richtung des „Neo-Pragmatismus“ und des „Anti-Repräsentationalismus“ und stellt die Frage nach der Nützlichkeit unseres Denkens im Rahmen konkreter, historisch kontingenter, politisch und sozial zu bestimmender Handlungskontexte.   Seine Position hat Ähnlichkeiten mit den Ansätzen von Robert Brandom und Wilfrid Sellars.
Er wurde im Jahr 1994 zum Fellow der „Australian Academy of the Humanities“ gewählt, 2012 zum Fellow der British Academy.

## Schriften
- Facts and the Function of Truth. Oxford 1988. ISBN 978-0-631-15078-7
- Time's Arrow and Archimedes' Point: New Directions for the Physics of Time. Oxford 1996. ISBN 978-0-19-511798-1
- als Herausgeber mit Richard Corry: Causation, Physics, and the Constitution of Reality: Russell's Republic Revisited. Oxford 2007. ISBN 978-0-19-927819-0
- Naturalism without Mirrors. Oxford 2011. ISBN 978-0-19-508433-7
- Expressivism, Pragmatism and Representationalism. Cambridge 2013. ISBN 978-0-521-76109-3